# Maurizio Maggiani
Maurizio Maggiani (né le 1er octobre 1951 à Castelnuovo Magra dans la province de La Spezia en Ligurie - ) est un écrivain italien contemporain, lauréat du prix Strega.

## Biographie
Maurizio Maggiani a exercé les métiers de maître d'école en prison, instituteur pour enfants aveugles, opérateur de cinéma, adjoint au réalisateur, photographe, publicitaire, constructeur de pompes hydrauliques. Il est journaliste au Secolo XIX et il écrit pour La Stampa.[réf. nécessaire]

## Œuvres

### Romans
- Màuri, màuri, Rome, Editori Riuniti, 1989; Milan, Feltrinelli, 1996.
- Vi ho già tutti sognato una volta, Milan, Feltrinelli, 1990.
- Felice alla guerra, Milan, Feltrinelli, 1992.
- Il coraggio del pettirosso, Milan, Feltrinelli, 1995,  (ISBN 978-88-078-8504-4).
- La regina disadorna, Milan, Feltrinelli, 1998,  (ISBN 978-88-078-8677-5).
- È stata una vertigine, Milan, Feltrinelli, 2002,  (ISBN 978-88-078-8753-6).
- Il viaggiatore notturno, Milan, Feltrinelli, 2005,  (ISBN 978-88-078-8644-7).
- Meccanica celeste, Milano, Feltrinelli, 2010,  (ISBN 978-88-078-8071-1).
- Il romanzo della nazione, Milan, Feltrinelli, 2015,  (ISBN 978-88-070-3152-6).
- La zecca e la rosa. Vivario di un naturalista domestico, Milan, Feltrinelli, 2016,  (ISBN 978-88-074-9210-5).
- L'amore, Milan, Feltrinelli, 2018,  (ISBN 978-88-070-3306-3).
- L'eterna gioventù, Milan, Feltrinelli, 2021,  (ISBN 978-88-070-3454-1)[1]

### Autres œuvres
- Un contadino in mezzo al mare. Viaggio a piedi lungo le rive da Castelnuovo a Framura, Milan, Il melangolo, 2000.
- Mi sono perso a Genova: una guida, Milan, Feltrinelli, 2007,  (ISBN 978-88-078-9094-9).
- Quello che ancora vive. Il salvamento del generale Garibaldi nelle terre di Romagna, Libri Coop, 2011.
- I figli della Repubblica. Un'invettiva, Milan, Feltrinelli, 2014,  (ISBN 978-88-070-3093-2).
- La memoria e la lotta. Calendario intimo della Repubblica, Milan, Feltrinelli, 2024,  (ISBN 978-88-071-7431-5).

### Traductions
- (it) Jack London, La Strada, Turin, Einaudi, coll. « Collezione Scrittori tradotti da scrittori », 1997 (ISBN 978-88-061-4004-5)

### Traductions françaises
- Treize variations sur l'amour, Actes Sud, 2002
- Le Voyageur nocturne, Actes Sud, 2006, prix Strega[2]
- Le Courage du rouge-gorge, Actes Sud, 2009

Tous trois traduits de l'italien par Marguerite Pozzoli